# قطعنامه ۶۱۱ شورای امنیت
قطعنامه ۶۱۱ شورای امنیت سازمان ملل متحد که در تاریخ ۲۵ آوریل ۱۹۸۸ تصویب شد، سندی بین‌المللی دربارهٔ اسرائیل-تونس است. این قطعنامه طی نشست ۲۸۱۰ام با ۱۴ رای موافق، ۰ مخالف و ۱ ممتنع تصویب شد.